# La Bastide-de-Besplas

La Bastide-de-Besplas este o comună în departamentul Ariège din sudul Franței. În 1 ianuarie 2022 avea o populație de 373 de locuitori.